# NZME. New Zealand Media and Entertainment
NZME. New Zealand Media and Entertainment ist der Markenname, unter dem von dem australischen Medienunternehmen APN News & Media Limited (APN) alle geschäftlichen Aktivitäten der Bereiche Zeitungen, Radio und Veranstaltungen über die Plattformen Mobilephones, Tablets und Internet vermarktet werden. Die Marke wurde ungefähr ab Oktober 2014 in den Markt eingeführt. Dazu vorgenommene Neugründungen sowie Umfirmierungen erfolgten zwischen Oktober 2014 und Januar 2015.

## Konzernstruktur
Unter dem oben genannten Markennamen sind folgende Unternehmen zusammengefasst:
- NZME. Educational Media Limited – Umbenennung, vorher APN Educational Media (NZ) Limited
- NZME. Finance Limited – Neugründung
- NZME. Limited – Neugründung
- NZME. Publishing Limited – Umbenennung, vorher APN New Zealand Limited
- NZME. Radio Limited – Umbenennung, vorher The Radio Network Limited
- NZME. Trading Limited – Umbenennung, vorher NZME. Publishing Limited [3]

Alle diese Unternehmen befinden sich im Besitz der APN Holdings NZ Limited, die ihrerseits zu 100 % der Wilson & Horton Limited gehört. Wilson & Horton dagegen befindet sich im Besitz der Australian Provincial Newspapers International Pty Limited, hinter der die australische APN News & Media Limited (APN) steckt.
Die zu den einzelnen NZME.-Unternehmen gehörenden Medien sind den Sparten NZME.News, NZME.Sport und NZME.Entertainment zugeordnet, die nach einer Analyse von Nielsen CMI jeweils 2,2 Mio., 1,0 Mio. und 2,8 Mio. Neuseeländer erreichen sollen.
Mit Stand 2015 werden folgende Medien unter der Marke NZME. New Zealand Media and Entertainment zusammengefasst (nach Bedeutung sortiert):

### NZME.News
- The New Zealand Herald
- Newstalk ZB
- Weekend Herald
- Herald on Sunday
- Herald Business
- Bay of Plenty Times
- Hawke’s Bay Today
- The Northern Advocate
- Rotorua Daily Post
- Wairarapa Times-Age
- Wanganui Chronicle
- Farming Show
- Herald National News
- Herald World News
- Herald Classifieds
- HeraldJobs
- Element
- Northland Age
- Whangarei Report
- The Aucklander
- Coastal News
- Waihi Leader
- Katikati Advertiser
- Bay News
- Te Puke Times
- Hamilton News
- Te Awamutu Courier
- Rotorua Weekender
- Whakatane News
- Taupo & Turangi Weekender
- Wanganui Midweek
- Horowhenua Chronicle
- Stratford Press
- Kapiti News
- Hastings Leader
- Napier Courier
- Havelock North Village Press
- Central Hawke's Bay Mail
- Wairarapa Midweek
- Bush Telegraph
- Manawatu Guardian
- NZME. Local Network
- NZME. News Service
- NZME. Educational Media
- Nursing Review
- INsite
- Education Review Series
- JETmag
- New Zealand Education Gazette
- New Zealand Science Teacher
- The Land
- Māngai Nui [8]

### NZME.Sport
- Radio Sport
- Herald Sport
- Herald Rugby
- Dream Team [9]

### NZME.Entertainment
- ZM
- The Hits
- GrabOne
- Bite
- Travel
- Viva
- TimeOut
- Driven
- Canvas magazine
- Weekend
- Living
- New Idea
- Radio Hauraki
- iHeartRadio
- Mix98.2
- Herald Entertainment
- Herald Life & Style
- HeraldHomes
- Girlfriend
- that's life!
- ShopGreen
- ShopViva
- Adhub
- Coast
- Flava
- Hokonui
- Indulge
- Vibe
- TrueCommercial [10]